# Hydrogénosulfate de potassium
L'hydrogénosulfate de potassium ou bisulfate  de potassium est un sel de formule chimique KHSO4.

## Production et synthèse
Une voie de synthèse est le procédé Berlin où l'acide sulfurique réagit avec du chlorure de potassium pour donner un mélange d'hydrogénosulfate de potassium et de pyrosulfate de potassium, K2S2O7. De l'acide chlorhydrique relativement pur est produit comme coproduit.
{\displaystyle {\rm {KCl+H_{2}SO_{4}\longrightarrow KHSO_{4}+HCl}}}
Le sel et l'acide sont mélangés dans un four et chauffé jusqu'à 300 °C pour former une pâte. Le chlorure d'hydrogène est récupéré par évaporation, puis absorbé dans de l'eau.